# Дефибринирование
Дефибрини́рование кро́ви — освобождение крови in vitro от белка фибрина. Последний выпадает в виде волокон из крови при её встряхивании. Дефибринированная кровь не свёртывается, эритроциты остаются в сыворотке во взвешенном состоянии.

## Метод
Кровь, взятую у животного, наливают в дефибринатор (колба со стеклянными шариками) и встряхивают в течение 10—15 мин. Полученную смесь фильтруют через стерильную марлю, сложенную в 3—4 слоя. Дефибринированную кровь применяют при постановке РСК, используют для переливания крови, получения лечебных сывороток, гематогена и для других целей.